# Народный театр (Краков)

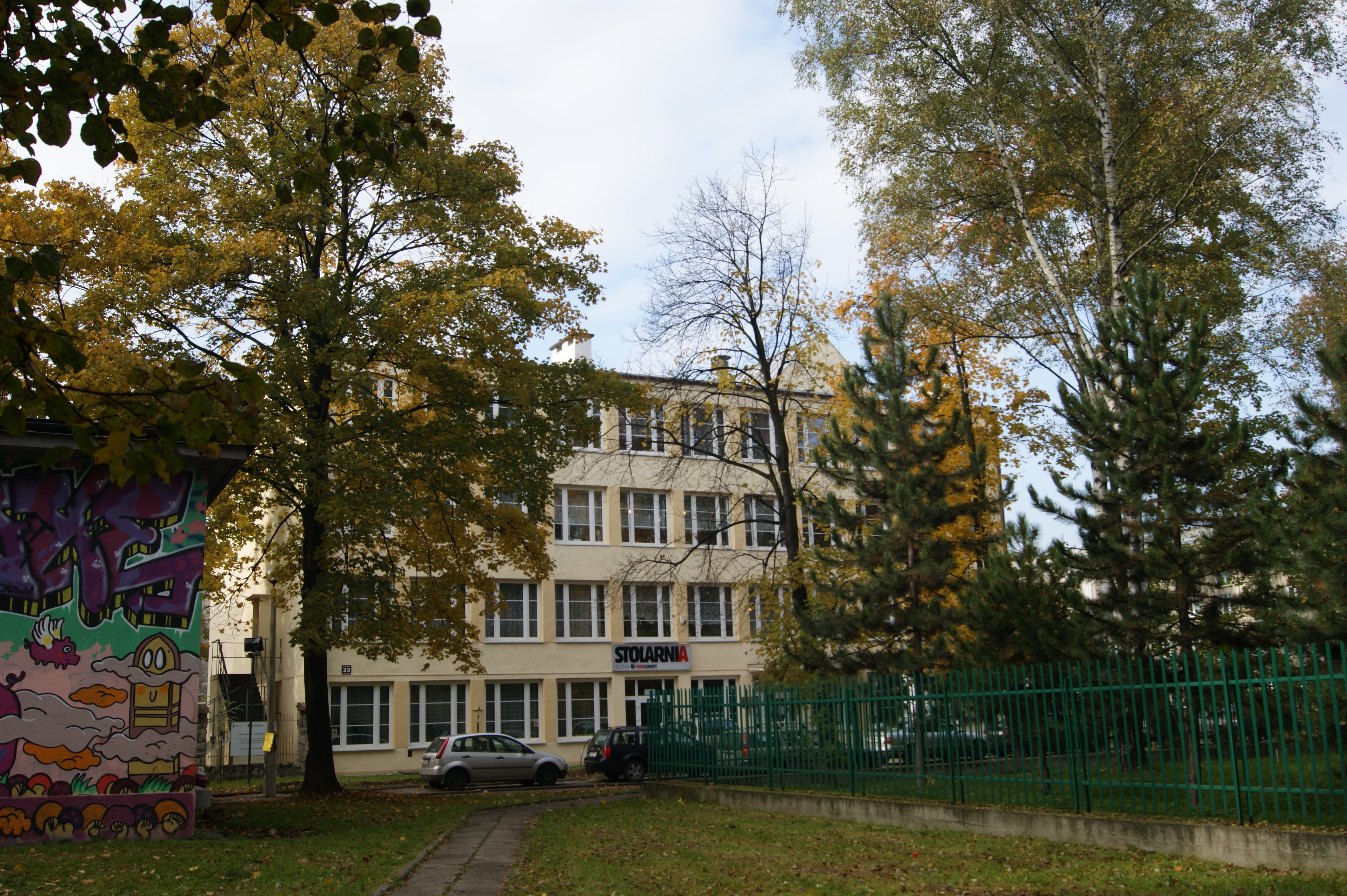
Сцена Столярня

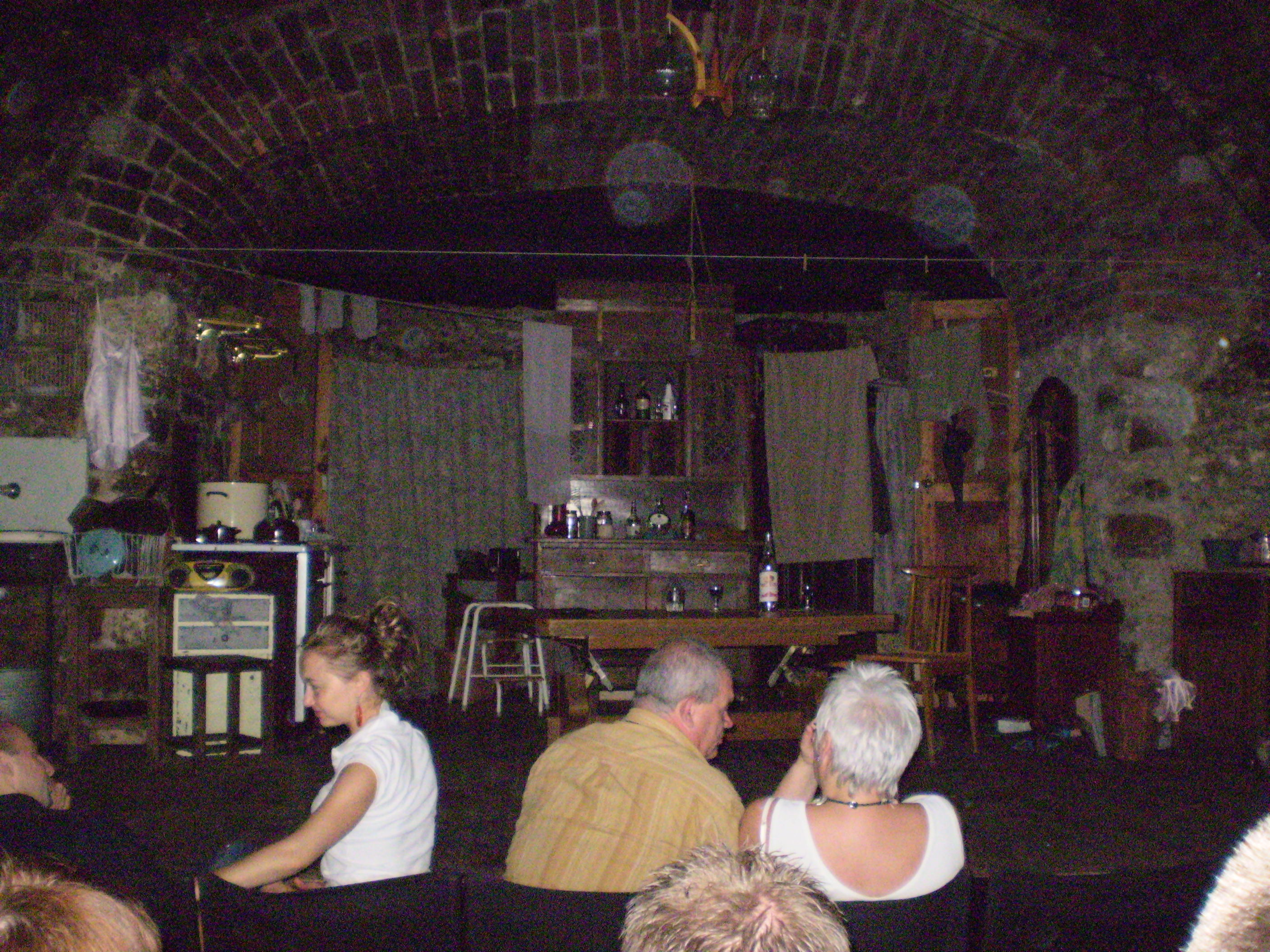
Сцена под ратушей

Народный театр (пол. Teatr Ludowy) — драматический театр в Кракове по адресу Оселде-Театральне, 34.

## История
Деятельности Народного театра предшествовал любительский рабочий театр «Нурт», который действовал до 1954 года. Народный театр стал действовать с 3 декабря 1955 года. Первоначально труппа театра работала на камеральной сцене новохутского театра, расположенного на Центральной площади и первое время назывался «Камерным театром». Театр начал выступать с премьеры пьесы «Краковяки и Гурали» Войцеха Богуславского. Театром руководили Кристина Скушанка (директор), Ежи Красовский (режиссёр) и Юзеф Шайна (сценограф).
Театр имеет собственное здание, построенное по проекту польских архитекторов Януша Ингардена, Марты Ингарден и Яна Домбровского. Кроме этой сцены театр выступает на Сцене под ратушей на краковской Главной рыночной площади и на Сцене Столярня по адресу Оседле-Театральне, 23.

## Директора театра
- Кристина Скушанка (1955—1963);
- Юзеф Шайна (1963—1966);
- Ирена Бабель (1966—1971);
- Вальдемар Крыгер (1971—1974);
- Рышард Филипский (1974—1979);
- Ежи Гижицкий (1979—1989);
- Ежи Федорович (1989—2005);
- Яцек Страма (с 2005 года).

## Известные актёры
- Адамек, Божена (1975—1978);
- Барщевская, Гражина (1970—1972);
- Котыс, Рышард (1955—1964);
- Малянович, Зыгмунт (1966—1971);
- Печка, Францишек (1955—1964);
- Пыркош, Витольд (1955—1964);
- Раевский, Войцех (1956—1958);
- Телешиньский, Лешек (1969—1971);
- Улевич, Вацлав (1974—1976 и 1981—1987);
- Яхевич, Алиция (1974—1977)